# Brem Soumaoro
Brem Soumaoro (Nzérékoré, 8 augustus 1996) is een Guinees-Liberiaans-Nederlands voetballer die voornamelijk als middenvelder of als verdediger speelt.

## Clubcarrière
Op 11-jarige leeftijd maakte Soumaoro in 2007 de overstap van Sparta Enschede naar de jeugdopleiding van FC Twente. In 2013, toen hij 16 jaar was, tekende hij een opleidingscontract bij FC Twente.
Op 25 augustus 2014 zat Soumaoro voor het eerst bij de wedstrijdselectie van Jong FC Twente, maar kreeg in de wedstrijd tegen MVV Maastricht geen speelminuten. Die eerste minuten kreeg hij vier dagen later; in de wedstrijd tegen RKC Waalwijk viel hij na 65 minuten in voor Dario Tanda. In het seizoen 2014/15 maakte hij zijn debuut voor Jong FC Twente in de Eerste divisie. Bij FC Twente wist Soumaoro nooit door te breken naar het eerste elftal. In de zomer van 2017 tekende hij een contract voor twee jaar bij Go Ahead Eagles. In augustus 2018 vervolgde hij zijn loopbaan in Italië bij AS Livorno. Daar liet hij zijn contract in 2019 ontbinden. In februari 2020 sloot hij wederom aan bij Jong FC Twente.

## Statistieken
| Seizoen         | Club              |                    | Competitie      | Competitie | Competitie | Beker | Beker | Internationaal | Internationaal | Totaal | Totaal |
| Seizoen         | Club              | Wed.               | Competitie      | Dlp.       | Wed.       | Dlp.  | Wed.  | Dlp.           | Wed.           | Dlp.   |        |
| --------------- | ----------------- | ------------------ | --------------- | ---------- | ---------- | ----- | ----- | -------------- | -------------- | ------ | ------ |
| 2014/15         | Jong FC Twente    | Vlag van Nederland | Eerste divisie  | 12         | 0          | 0     | 0     | –              | –              | 12     | 0      |
| 2015/16         | FC Twente         | Vlag van Nederland | Eredivisie      | 0          | 0          | 0     | 0     | –              | –              | 0      | 0      |
| 2016/17         | Jong FC Twente    | Vlag van Nederland | Tweede divisie  | 27         | 1          | 0     | 0     | –              | –              | 27     | 1      |
| 2017/18         | Go Ahead Eagles   | Vlag van Nederland | Eerste divisie  | 19         | 0          | 1     | 0     | –              | –              | 20     | 0      |
| 2018/19         | AS Livorno Calcio | Vlag van Italië    | Serie B         | 3          | 0          | 1     | 0     | –              | –              | 4      | 0      |
| Carrière totaal | Carrière totaal   | Carrière totaal    | Carrière totaal | 61         | 1          | 2     | 0     | –              | –              | 63     | 1      |

Bijgewerkt t/m 10 februari 2020
1. ↑  Spelersprofiel op transfermarkt.de
2. ↑  Brem Soumaoro tekent opleidingscontract, FC Twente, 15 maart 2013.